# Фарнборо (Гемпшир)
Фарнборо — місто в північно-східному графстві Гемпшир, Англія, частина округу Рашмур і забудованої території Фарнборо/Олдершот. Фарнборо було засновано за саксонських часів і згадується в Книзі Судного дня 1086 року. Назва утворена від Ferneberga, що означає «папоротевий пагорб». За даними загальнобританського перепису 2011 року, населення Фарнборо становить 57 486 осіб.
Місто, ймовірно, найбільш відоме своєю асоціацією з авіацією, з Фарнборо Авіашоу, Фарнборо Аеропорт, Королівська авіаційна установа та Відділення з розслідування авіакатастроф.

## Історія
Місто є домом абатства Святого Михайла. Імператорський склеп є місцем відпочинку Наполеона III (1808–1873), імператора Франції, і його дружини Ежені де Монтіхо (1826–1920) та їхнього сина Наполеона, принца Імперського. З 2007 року в абатстві розташовувалася Католицька національна бібліотека, поки у 2015 році його не перемістили до бібліотеки Даремського університету.

## The Tumble Down Dick

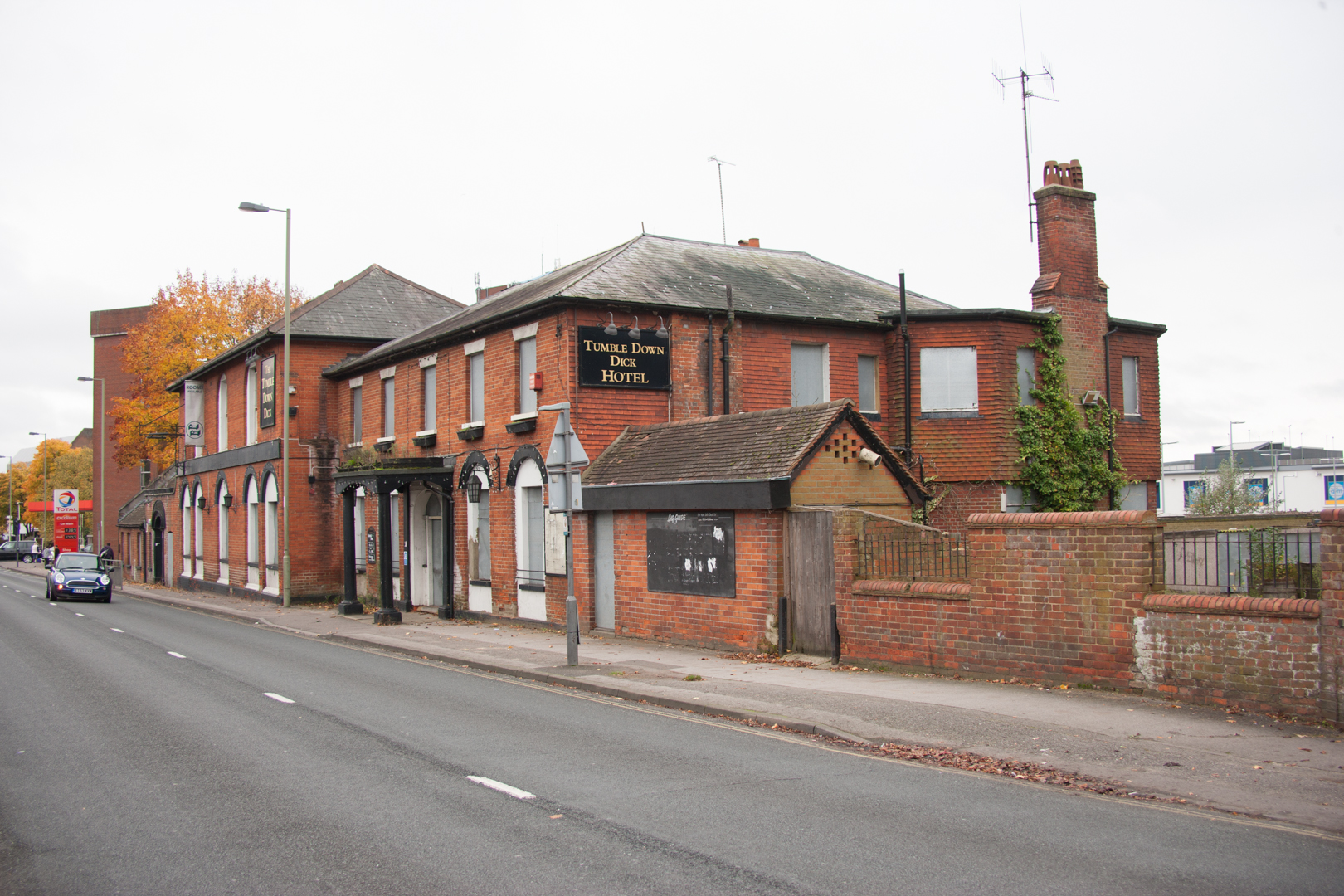
The Tumble Down Dick, до його перетворення

Паб The Tumbledown Dick був присутній на A325 Фарнборо-роуд з 17 століття. Вважається, що він був пов’язаний з Річардом Кромвелем і був центральним центром міста до його переорієнтації в 19 столітті на Північний табір і розвиток власне центру міста у 20 столітті. Паб закрився у 2008 році, а у 2013 році після місцевих протестів проти запиту дозволу на планування від McDonald's був визнаний «Активом громадської цінності». Статус активу громадської цінності пізніше було скасовано після апеляції власників сайту. У жовтні 2014 року будівлю було перетворено на ресторан McDonald's, а в жовтні 2014 року її знову відкрили з новим дахом після того, як вона стояла занедбаною протягом шести років. Під час ремонту була виявлена рання реклама пивоварні H &amp; G Simonds у Редінгу, яка зараз виставлена збоку будівлі.